# 舊正里
舊正里，為臺灣臺中市霧峰區轄下的一里。

## 地理
北邊與六股里接壤，南邊為烏溪與南投縣草屯鎮相望。西為南勢里，東邊則為萬豐里。是霧峰區乃至全台中市位置最南的里。

## 設施

### 交通
- 舊正交流道